# 在シンガポール日本人
この項目では、在シンガポール日本人（ざいシンガポールにほんじん）について述べる。
シンガポールには多くの日本人が居住しており、その大部分は企業によって派遣された会社員とその家族である。初めてシンガポールに居住した日本人は1862年にやってきた音吉である。日本人が多く移住してきたのは明治維新後の1870年代のことだった。

## 移住の歴史

### 植民地時代

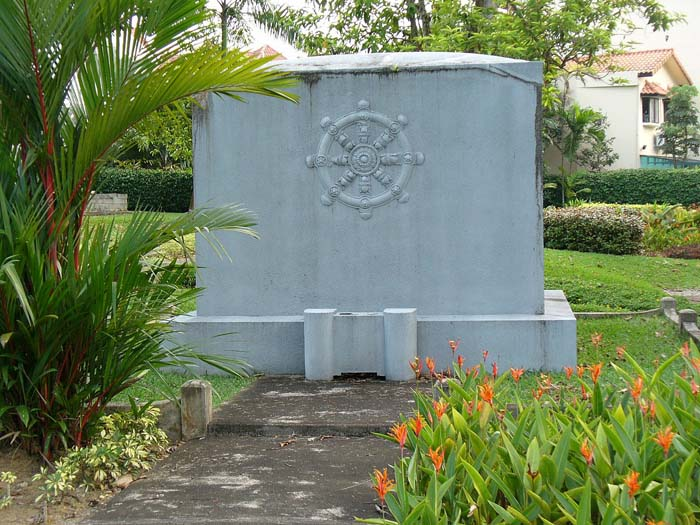
シンガポールに初めて居住した音吉の墓

初めてシンガポールに居住した日本人は1862年にやってきた音吉である。1832年、船乗りとして働いていた音吉は暴風に会い漂流。アメリカで助けられ、イギリスを経て日本への入国を試みるが鎖国時代であったため帰国に失敗。その後、上海に渡り、阿片戦争に英国兵として従軍する。イギリスの市民権を得たあと1862年にシンガポールに移り住んだ。5年後に死去し、シンガポールに埋葬された。
初期にシンガポールにやってきた日本人の中には、後にからゆきさんとして知られることとなる多くの売春婦が含まれていた。最初の売春婦がやってきたのは1870年もしくは1871年のことで、1889年には134人の売春婦が居住していた。1885年から1918年の間、このような東南アジアに移住する売春婦を日本政府は黙認していた。当時の在シンガポール日本領事館の記録では450人から600人ほど居住している日本人の殆どは売春婦、斡旋人、もしくは愛人であり、個人の意志を尊重した正当な手順で居住していたものは20人にも満たなかった。1885年当時は日本人学校や日本人組織もなく、売春宿の経営者が日本人社会で幅を利かせていたため日本領事館の影響力もあまりなかった。日本が日清戦争に勝利後、ようやく外国での政策を見直し公的に日本としての自己主張を強め、ヨーロッパ諸国と対等な立場であろうとした。同年、日本は公式に日本人墓地を都市区画から外れたセラングーンに設置することが許可された。しかし実際は、この土地を1888年以前からすでに日本人墓地として使っていた。このような日本政府の海外政策の見直しが行われても、依然日本人社会は売春婦が中心であった。
清水洋及び平川均は、その共同研究で東南アジアにからゆきさんが先導して進出していき経済を成長させるパターンを、「からゆきさん先導型の経済」と呼んでおり、特に仲介人や売春宿オーナーなどの権力者がからゆきさんで得た収益で現地の日本人経済の基盤を築いていた。売春婦は従来の顧客とともに稼いだお金を他の日本人の事業のスタートアップ資金として貸し出していた他、服屋、医者、食料品店などに資金を提供していた。日露戦争時には700人以上の売春婦がおり、特にマレーストリート（現在のミドルロード）に集中していた。第一次世界大戦が始まると、東南アジアに向けたヨーロッパからの輸入が止まり、日本製品がそれに取って代わった。これが引き金となり、シンガポールの日本人経済の中心は小売業、貿易業へと変化していった。
政府はマレー半島から売春を排除する計画を立て、シンガポールは1921年に日本人の売春を不許可としシンガポール、日本両政府は根絶しようとした。しかし、多くの売春は隠れて行われていた。。1927年には約126人の売春婦がおり、かつての売春婦の多くはシンガポールを離れたり、転職していた。また、彼女たちが主な顧客だった仕立屋や美容院も少なくなり、その土地の所有者たちも同時に少なくなっていった。それに変わり日本の貿易商社で働く従業員が増え、日本人の職業の構造が大きく変わった。このような貿易商社などに勤める日本人は、1914年には14人だったのが1921年には1478人にもなっていた。この後もこうした従業員の数は増え続け、1919年には小売業に従事する人の割合が38.5%、企業や銀行の従業員が28.0%になり、1927年には小売業に従事する人の割合が大幅に減り9.7%、逆に企業の従業員の大幅に増え62.9%になっていた。
日本人の人口は1933年をピークに世界恐慌の影響で減少したが、円の通貨切り下げ、東南アジアでの日本製品の市場拡大に合わせで再び増加した。シンガポールでは漁業も盛んで、1920年に200人だった漁業関係者は、1936年には日本人人口の4分の1から3分の1を占める1752人にもなっていた。しかし、上記に関わる業種以外は廃業の危機に晒されていた。

### 第二次世界大戦とその後

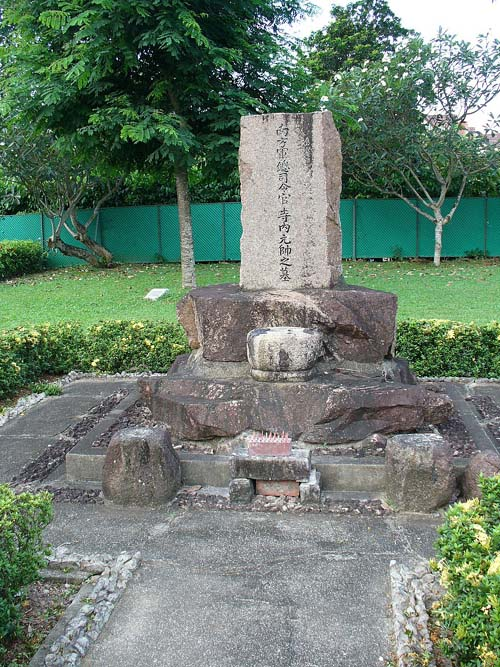
シンガポールにある第二次世界大戦で南方軍総司令官を務めた寺内寿一の墓

日本の敗戦後、1947年に軍や一般人を含むすべての日本人は帰国した。日本人墓地も荒廃していった。荒廃の原因は熱帯雨林気候のせいでもあるが、不法定住者や一部人間によって破壊された。その後1953年まで居住許可が出たのは外交官とその家族だけであった。一部の日本人は1948年、1949年に上陸許可を取得していたが最大2ヶ月の上陸許可しか出なかった。1950年代後半には日本人の入国規制が緩和され、日本の貿易商社はシンガポール事務所を再開した。1957年には日本人居住者達によってシンガポール日本人会が再設立され、日本人墓地の修復も行われた。

### シンガポールの独立後
日本企業の工場の東南アジア移転が盛んになった1970年代前半には、急激に日本人が増加した。1980年代中頃の一般的な日本人は家族でシンガポールに赴任し、父親はマネージャーもしくは技術者、配偶者は専業主婦であった。ごく少数が単身赴任だった。独身女性もわずかにおり、日本での独身女性は既婚女性との距離をとりがちだが、シンガポールに赴任する独身女性は、会社でのコミュニティとその会社員の配偶者たちのコミュニティの両方に混ざる傾向があった。

## 教育
シンガポールには日本人向けの教育機関があり、日本人幼稚園、このはな幼稚園では約400人の園児、日本人学校では約2500人の小・中学生、早稲田渋谷シンガポール校では約500人の高校生が通っている。その他に12の学習塾があり、高校、大学受験に向けての勉強を教えている。ごく少数の日本人はインターナショナルスクールに通学している。

## 宗教
1922年にシンガポールに天理教教会が建てられた。戦後の天理教の主に障害者に対するボランティア活動は日本占領期についたマイナスイメージを向上させた。しかし、日本人の天理教の比率はシンガポール人のそれと比べて良くなく、これによって神道はたとえ離れていても信仰心に対して不利に働くことがないということを証明した。
天理教の主な競合は創価学会である。創価学会も元々は日本人向けだったが、シンガポールでは特に中国人系シンガポール人に対して布教活動が成功している。

## レジャー
他の海外の国と同じように、シンガポールでも日本人ビジネスマンに人気があるのはゴルフである。1970年代に日本人の人口が急激に増加したのと同時に、政府に対して既存のゴルフコースの改修、新設の圧力をかけた。シンガポールの上位中産階級も同じように圧力をかけていたが、日本人が一番強く望んでいた。ゴルフ会員権市場は急速に成長し、発行された外国人向けの会員権は在住日本人と日本人観光客によって埋め尽くされた。この時に地元民に対して外国人向けの料金を高くする料金設定も登場した。在住日本人の中でも所得のあまりよくない人は国境を超えマレーシアのジョホール州に安いゴルフ場を求めに行く傾向がある。
ゴルフ以外の楽しみはテニス、水泳、英語・中国語の語学トレーニング、料理教室などがある。